# Cantharellus camphoratus
Cantharellus camphoratus é uma espécie de fungo pertencente à família Cantharellaceae.